# Apriach
Apriach ist eine Ortschaft und eine Katastralgemeinde der Gemeinde Heiligenblut am Großglockner im Bezirk Spittal an der Drau in Kärnten.

## Siedlungsentwicklung
Zum Jahreswechsel 1979/1980 befanden sich in der Katastralgemeinde Apriach insgesamt 227 Bauflächen mit 32.655 m² und 11 Gärten auf 914 m², 1989/1990 gab es 226 Bauflächen. 1999/2000 war die Zahl der Bauflächen auf 447 angewachsen und 2009/2010 bestanden 344 Gebäude auf 455 Bauflächen.

## Bodennutzung
Die Katastralgemeinde ist überwiegend forstwirtschaftlich geprägt. 245 Hektar wurden zum Jahreswechsel 1979/1980 landwirtschaftlich genutzt und 673 Hektar waren forstwirtschaftlich geführte Waldflächen. 1999/2000 wurde auf 237 Hektar Landwirtschaft betrieben und 711 Hektar waren als forstwirtschaftlich genutzte Flächen ausgewiesen. Ende 2018 waren 204 Hektar als landwirtschaftliche Flächen genutzt und Forstwirtschaft wurde auf 733 Hektar betrieben. Die durchschnittliche Bodenklimazahl von Apriach beträgt 10,2 (Stand 2010).